# Григорий (герцог Беневенто)

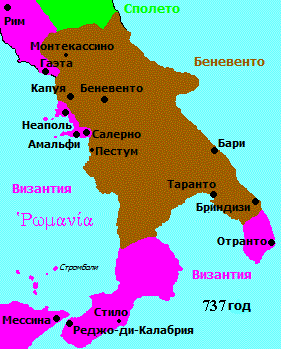
Южная Италия, 737 год

Григорий (лат. Gregorius, итал. Gregorio; умер в 740) — герцог Беневенто (733—740).

## Биография
О герцоге Беневенто Григории известно очень немного. Главная причина этого — недостаточное освещение раннесредневековой истории Беневенто в источниках.
Григорий, по происхождению, был племянником короля лангобардов Лиутпранда. В 732 году Лиутпранд организовал брак между Григорием и Гизельпергой.
В 733 году Лиутпранд сместил Аделаиса, узурпировавшего власть в беневентском герцогстве после смерти Ромуальда II. Поскольку сын Ромуальда Гизульф в то время был ещё несовершеннолетним, Лиутпранд назначил герцогом Беневенто Григория.
Согласно «Истории лангобардов» Павла Диакона, Григорий был герцогом Беневенто в течение семи лет. После смерти Григория герцогом стал Годескальк, по всей видимости, без одобрения Лиутпранда.